# Riječni dupini
Riječnim dupinima se nazivaju četiri vrste kitova zubana koji, za razliku od ostalih dupina, žive u slatkoj vodi. 
Ranije se ove četiri vrste svrstavalo i jednu porodicu (Platanistidae) ili nadporodicu (Platanistoidea). U međuvremenu se smatra, da su te četiri poznate vrste nastale nezavisno jedna od druge. Zajedničke osobine, kao zakržljale oči i izraženo kljunasta njuška, razvile su se prema tome samo kroz proces konvergentne evolucije, dakle na temelju vrlo sličnih životnih uvjeta. 
Kineski riječni dupin je jedan od najrjeđih sisavaca, 1998. je izbrojano još samo 7 jedinki. Uništavanjem njihovog okoliša su i drugi riječni dupini akutno ugroženi da izumru.
To su sljedeće vrste (Rice, 1998.):
- Boto (Inia geoffrensi), poznat i pod imenom Amazonski dupin
- Baiji (Lipotes vexillifer), poznat i pod imenom Kineski riječni dupin
- Indijski riječni dupin (Platanista gangetica), poznat i pod imenom Gangeski dupin
- Laplatanski riječni dupin (Pontoporia blainviller)

I među "pravim" dupinima postoje vrste koje žive dijelom u slatkoj vodi. No, njih se ne ubraja u riječne dupine. To su prije svega sotalia i Kamerunski riječni dupin